# Klokkerholm
 For alternative betydninger, se Klokkerholm (Syddjurs Kommune).
Klokkerholm er en by i Vendsyssel med 882 indbyggere  (2024), beliggende 6 km nord for Hjallerup, 26 km nordøst for Aalborg, 38 km sydvest for Frederikshavn og 17 km øst for Brønderslev. Byen hører til Brønderslev Kommune og ligger i Region Nordjylland. I 1970-2006 hørte byen til Dronninglund Kommune.
Klokkerholm hører til Hellevad Sogn, og Hellevad Kirke ligger i byen. 3 km øst for byen ligger motorvej E45's afkørsel 15 Jyske Ås.

## Faciliteter
- Klokkerholm Skole har ca. 300 elever, fordelt på 0.-9. klassetrin med 1 spor i 0.-6. årgang og 2 spor i 7.-9. årgang, samt ca. 55 ansatte.[2]
- Klokkerholm Hallen blev indviet i 1979[3] og benyttes af Klokkerholm IF til indendørs fodbold, badminton, gymnastik og håndbold.[4] Den bliver også brugt til floorball i skolestævner.
- Klokkerholm har et Meny supermarked.

## Historie

### Klokkerholm Møllesø
Klokkerholm Møllesø er den største naturlige sø i Vendsyssel. Det er en istidssø og altså ikke en kunstig mølledam, men i århundreder har der ved søens vestlige ende været en vandmølle. Søen blev tørlagt i 1914, men retableret i 1979. Der går en 2½ km lang natursti omkring den 10 ha store sø, og området er fredet.

### Landsbyen
Landsbyen Klokkerholm opstod omkring Hellevad Kirke og Bredkjær Præstegård på ejendommen Klokkerholms mark i årene efter 1859. Ved folketællingen i 1890 var der 6 mindre landbrugsejendomme på Klokkerholm Mark. På en af dem blev der opført en skole, der inden 1925 blev udbygget to gange. Og i 1898 opførte egnens bønder en brugsforening på det centrale sted ved møllen. Der var også en købmand. Så Trap kunne i 1901 ganske kort beskrive Klokkerholm således: "Klokkerholm med Skole, Mølle og Købmandsforretn.,"
Efter 1906 kom der grovsmedje, murermester og træhandel – senere også skomager, vandværk, malermester, andelsmejeri, snedkermester, fotograf, danselærer og missionshus. Efter 1910 kom der cykelsmedje, bageri, sparekasse, skrædderi og telefoncentral. Der var indrettet uldspinderi i møllen, men den blev revet ned i 1917. Efter 1916 kom der frisør, manufakturhandel, bank, hotel, endnu en købmandshandel, apotekerhåndkøb, savværk og karetmagerværksted. I 1918 blev der stiftet en borger- og håndværkerforening og en idrætsforening.

### Genforeningssten
På hjørnet af Borgergade og Bredkærsvej står en sten, der blev rejst i 1938 til minde om Genforeningen i 1920.

### Jernbanen
Klokkerholm var allerede en driftig by med 335 indbyggere, da den fik station på Vodskov-Østervrå Jernbane (1924-50). Stationen havde 94 m læssespor. Stationsbygningen blev efter nedlæggelsen af banen solgt til postvæsenet. og er nu bevaret som privatbolig på Klintevej 10. Banetracéet blev anvendt til omfartsvej uden om byen og til landevej over Ryådalen nord for byen.

## Klokkerholm Karosseridele
Byens største virksomhed er Klokkerholm Karosseridele A/S, der blev grundlagt i 1969 og nu råder over 30.000 m² i Klokkerholm og 2.500 m² i Sverige. Fabrikken har ca. 100 medarbejdere og eksporterer til store dele af Europa. Klokkerholm overtog reservedelsdivisionen fra Europarts i Viborg i 2005 og Nordjysk Reservedelslager i Aalborg i 2009. I 2011 blev 70% af selskabets aktiekapital overtaget af den danske kapitalfond Capidea.
I 2016 solgte Capidea virksomheden til den svenske kapitalfond Indutrade.